# Franziska
I Franziska sono stati un gruppo musicale reggae formatosi nel gennaio del 1996 nella provincia di Milano e scioltosi nel 2011.

## Formazione
- Piero Dread – voce, chitarra
- Roddy Labontè – voce
- Francesco "Ciccio" Bolognesi  – percussioni
- Riccardo Gibertini – tromba, tastiere
- Alessandro Licastro – tastiere
- Agù Marson – basso
- Nico Roccamo – batteria
- Marco Alberti – sassofono tenore
- Alberto Bollettieri – trombone
- Chiara Fraschetta – cori
- Sandro Nozza – ingegnere del suono

## Discografia

### Album in studio
- 2001 – Special blend (Rude Records)
  - 2002 – Special blend (2002 Limited Edition) (Rude Records)
- 2003 – Hot Shot - (V2 Records)
- 2006 – Frnzsk - The New Sound Of Franziska (Venus, Sony Music)
- 2008 – Action (Venus, Warner Music)

### EP
- 1999 – The lover 7” (Jahmekya Music Shop)
- 2002 – In the mood (V2 Records)
- 2007 – Dancehall Party 7" (RaggaMeridionalCrew, Tuff Gong)
- 2008 – The Heb/Dun Wid Di Crime - 7" (RaggaMeridionalCrew/African Beat)

### Singoli
- 2007 – Dancehall party
- 2008 – The herb
- 2009 – Big ship
- 2009 – Jah live